# 查克拉卡約區

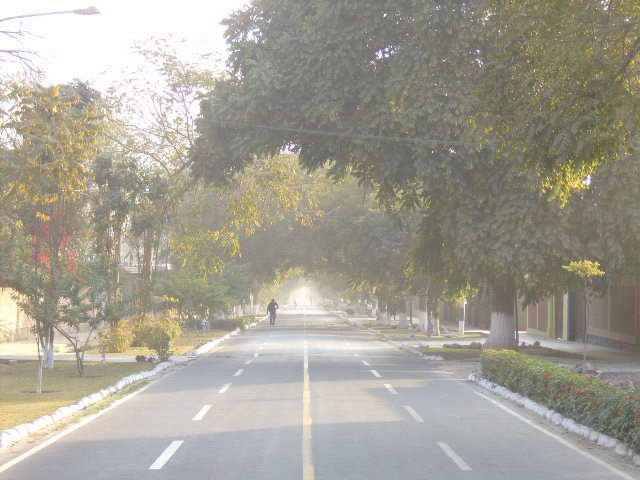

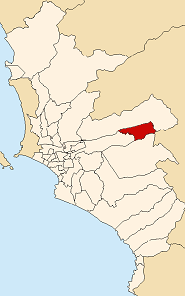

11°59′S 76°46′W / 11.983°S 76.767°W
查克拉卡約區（西班牙語：Distrito de Chaclacayo），是秘魯的一個區，位於該國西部利馬大區的利馬省，始建於1940年4月24日，面積39.5平方公里，海拔高度647米，2005年人口39,686，人口密度每平方公里1,000人。